# Frederick Glover
Pour les articles homonymes, voir Fred Glover et Glover.
Temple de la renommée LAH : 2006
Frederick Austin Glover, dit Fred Glover, (né le 5 janvier 1928 à Toronto dans la province de l'Ontario au Canada - mort le 16 août 2001) est un joueur de hockey sur glace professionnel en Amérique du Nord. Il est le frère du joueur de hockey Howie Glover. 

## Carrière

### Carrière de joueur
Il commence à jouer dans l'Association de hockey de l'Ontario, aujourd'hui Ligue de hockey de l'Ontario, en 1946 avec les Red Wings de Galt. L'année d'après, il rejoint les Knights d'Omaha dans l'United States Hockey League puis il fait ses débuts dans la Ligue américaine de hockey avec les Capitals d'Indianapolis et joue avec les Red Wings de Détroit pour deux matchs des séries éliminatoires de la Coupe Stanley 1949. Il ne parvient pas à se faire une place dans la franchise de la Ligue nationale de hockey mais termine meilleur buteur de la LAH en 1950-1951 avec 48 réalisations.
En 1951-1952, il joue une cinquantaine de matchs dans la LNH et gagne avec les Red Wings la Coupe Stanley en battant quatre matchs à zéro les Canadiens de Montréal. L'année d'après, il rejoint les Black Hawks de Chicago et joue également avec les Barons de Cleveland dans la LAH pour la conquête de sa première Coupe Calder.
Il joue jusqu'à la fin de sa carrière, en 1968, pour les Barons avec qui il remporte encore trois fois la Coupe Calder. Dès 1962, il occupe le double poste d'entraîneur-joueur de la franchise. En 1959-1960, il réalise le plus de passes décisives et de points pour un joueur de l'histoire des Barons avec 69 et 107 réalisations en une saison. Il est pendant de nombreuses années, le capitaine, l'âme et le cœur des Barons et il met fin à sa carrière de joueur en 1968 avec de nombreux trophées personnels.

### Trophées et honneurs personnels
- Ligue américaine de hockey
  - Coupe Calder en 1953, 1954, 1957 et 1964 (dont une en tant qu'entraîneur-joueur).
  - Trophée Les-Cunningham du meilleur joueur de la saison en 1960, 1962 et 1964[2].
  - Trophée John-B.-Sollenberger du meilleur pointeur de la saison en 1957 et 1969[3].
  - Second meilleur buteur[4], passeur[5] et pointeur[6] de l'histoire de la LAH derrière Willie Marshall.
  - Dix-sept apparitions dans les séries de la Coupe Calder - plus grand nombre d'apparitions dans l'histoire de la LAH[7].
- Barons de Cleveland
  - Meilleur buteur, passeur et pointeur de la franchise sur la totalité des saisons (avec 410 buts, 695 aides et 1 105 points).
  - Joueur le plus pénalisé sur la totalité des saisons (2 164 minutes).
  - Meilleur passeur et pointeur de l'histoire de la franchise sur une saison (69 passes et 107 points en 1959-1960).

### Entraîneur
Il prend dès la 1968 la tête des Seals d'Oakland pour leur seconde saison dans la Ligue nationale de hockey. Il reste à leur tête quatre saisons avant de passer derrière le banc des Kings de Los Angeles pour une saison et revient pour deux saisons avec les Seals, qui sont désormais les Golden Seals de la Californie. Il met fin à son action dans le monde du hockey en 1973-1974.
Il meurt en 2001 à l'âge de 73 ans et cinq ans plus tard, il est admis au Temple de la renommée de la Ligue américaine de hockey, nouvellement constitué.

## Statistiques
| Saison     | Équipe                  | Ligue      |       | Saison régulière | Saison régulière | Saison régulière | Saison régulière | Saison régulière |    | Séries éliminatoires | Séries éliminatoires | Séries éliminatoires | Séries éliminatoires | Séries éliminatoires |
| Saison     | Équipe                  | Ligue      | PJ    | B                | A                | Pts              | Pun              | PJ               | B  | A                    | Pts                  | Pun                  |                      |                      |
| 1946-1947  | Red Wings de Galt       | OHA        | 32    | 34               | 26               | 60               | 67               | -                | -  | -                    | -                    | -                    |                      |                      |
| 1947-1948  | Knights d'Omaha         | USHL       | 66    | 16               | 39               | 55               | 79               | 3                | 0  | 0                    | 0                    | 0                    |                      |                      |
| 1948-1949  | Capitals d'Indianapolis | LAH        | 68    | 35               | 48               | 83               | 59               | 2                | 0  | 0                    | 0                    | 2                    |                      |                      |
| 1948-1949  | Red Wings de Détroit    | LNH        | -     | -                | -                | -                | -                | 2                | 0  | 0                    | 0                    | 0                    |                      |                      |
| 1949-1950  | Capitals d'Indianapolis | LAH        | 55    | 22               | 29               | 51               | 65               | 8                | 5  | 4                    | 9                    | 8                    |                      |                      |
| 1949-1950  | Red Wings de Détroit    | LNH        | 7     | 0                | 0                | 0                | 0                | -                | -  | -                    | -                    | -                    |                      |                      |
| 1950-1951  | Capitals d'Indianapolis | LAH        | 69    | 48               | 36               | 84               | 106              | 3                | 0  | 1                    | 1                    | 8                    |                      |                      |
| 1950-1951  | Red Wings de Détroit    | LNH        | -     | -                | -                | -                | -                | 6                | 0  | 0                    | 0                    | 0                    |                      |                      |
| 1951-1952  | Capitals d'Indianapolis | LAH        | 10    | 5                | 6                | 11               | 8                | -                | -  | -                    | -                    | -                    |                      |                      |
| 1951-1952  | Red Wings de Détroit    | LNH        | 54    | 9                | 9                | 18               | 25               | -                | -  | -                    | -                    | -                    |                      |                      |
| 1952-1953  | Flyers de Saint-Louis   | LAH        | 7     | 3                | 3                | 6                | 8                | -                | -  | -                    | -                    | -                    |                      |                      |
| 1952-1953  | Barons de Cleveland     | LAH        | 29    | 9                | 16               | 25               | 74               | 11               | 2  | 2                    | 4                    | 36                   |                      |                      |
| 1952-1953  | Black Hawks de Chicago  | LNH        | 31    | 4                | 2                | 6                | 37               | -                | -  | -                    | -                    | -                    |                      |                      |
| 1953-1954  | Barons de Cleveland     | LAH        | 55    | 23               | 42               | 65               | 117              | 9                | 8  | 6                    | 14                   | 15                   |                      |                      |
| 1954-1955  | Barons de Cleveland     | LAH        | 58    | 33               | 42               | 75               | 108              | 4                | 4  | 1                    | 5                    | 8                    |                      |                      |
| 1955-1956  | Barons de Cleveland     | LAH        | 64    | 31               | 48               | 79               | 187              | 8                | 2  | 9                    | 11                   | 12                   |                      |                      |
| 1956-1957  | Barons de Cleveland     | LAH        | 64    | 42               | 57               | 99               | 111              | 12               | 6  | 8                    | 14                   | 34                   |                      |                      |
| 1957-1958  | Barons de Cleveland     | LAH        | 64    | 28               | 48               | 76               | 147              | 7                | 4  | 2                    | 6                    | 26                   |                      |                      |
| 1958-1959  | Barons de Cleveland     | LAH        | 66    | 22               | 39               | 61               | 136              | 7                | 3  | 2                    | 5                    | 31                   |                      |                      |
| 1959-1960  | Barons de Cleveland     | LAH        | 72    | 38               | 69               | 107              | 143              | 7                | 4  | 3                    | 7                    | 30                   |                      |                      |
| 1960-1961  | Barons de Cleveland     | LAH        | 61    | 23               | 46               | 69               | 138              | 4                | 1  | 2                    | 3                    | 9                    |                      |                      |
| 1961-1962  | Barons de Cleveland     | LAH        | 70    | 40               | 45               | 85               | 148              | 6                | 2  | 4                    | 6                    | 14                   |                      |                      |
| 1962-1963  | Barons de Cleveland     | LAH        | 71    | 26               | 54               | 80               | 171              | 6                | 3  | 4                    | 7                    | 12                   |                      |                      |
| 1963-1964  | Barons de Cleveland     | LAH        | 69    | 26               | 50               | 76               | 155              | 9                | 3  | 4                    | 7                    | 21                   |                      |                      |
| 1964-1965  | Barons de Cleveland     | LAH        | 72    | 20               | 41               | 61               | 208              | -                | -  | -                    | -                    | -                    |                      |                      |
| 1965-1966  | Barons de Cleveland     | LAH        | 47    | 8                | 28               | 36               | 74               | 12               | 0  | 3                    | 3                    | 41                   |                      |                      |
| 1966-1967  | Barons de Cleveland     | LAH        | 60    | 25               | 35               | 60               | 107              | 5                | 1  | 1                    | 2                    | 10                   |                      |                      |
| 1967-1968  | Barons de Cleveland     | LAH        | 70    | 13               | 32               | 45               | 132              | -                | -  | -                    | -                    | -                    |                      |                      |
| Totaux LAH | Totaux LAH              | Totaux LAH | 1 201 | 520              | 814              | 1 334            | 2 402            | 120              | 48 | 56                   | 104                  | 317                  |                      |                      |